# 祝融星
祝融星（又稱火神星）是一個假設在太陽與水星之間運行的行星，這個19世紀的假設被愛因斯坦的廣義相對論排除。祝融星的中文名称来源于中国上古神话人物火神祝融，西方名稱则源自羅馬神話的鍛冶之神武尔坎努斯（Vulcanus）。

## 假設起源
祝融星是早期為了解釋水星實際的近日點進動與計算出的數值上的差異而被假設存在的一顆行星。按古典力學的方法計算，水星在受到太陽和其他行星的引力攝動下，其近日點在每世紀會進動約531.63角秒，但實際觀測的數字是約574角秒，與預期的相差43角秒，於是人們便假設水星軌道以內，尚有一顆未被發現的行星。祝融星最初由法國數學家勒威耶（Urbain Le Verrier）於1859年提出，他曾以計算天王星受到的外力攝動而成功地預測和發現海王星，於是試圖以同樣的方法去解決水星近日點的進動，並尋找祝融星。20世纪初，爱因斯坦提出广义相对论以后，人们发现根据广义相对论计算出的水星进动与观测值吻合，因而不再寻找祝融星。对水星的进动有合理解释，也成为广义相对论最早的证据之一。

## 外部連結
- The Planet that Wasn't （页面存档备份，存于） by Isaac Asimov
- Vulcan, the intra-Mercurial planet （页面存档备份，存于）